# Le peuple accuse O'Hara
Pour plus de détails, voir Fiche technique et Distribution.
Le peuple accuse O'Hara (The People Against O'Hara) est un film de procès américain réalisé par John Sturges, sorti en 1951.

## Synopsis
James P. Curtayne, avocat spécialisé en droit pénal ayant sombré dans l'alcoolisme, accepte de défendre Johnny O'Hara, un adolescent accusé de meurtre, bien que ses parents n'aient pas les moyens de le rémunérer.

## Fiche technique
- Titre : Le peuple accuse O'Hara
- Titre original : The People Against O'Hara
- Réalisation : John Sturges
- Scénario : John Monks Jr., d'après le roman éponyme d'Eleazar Lipsky
- Musique : Carmen Dragon
- Directeur de la photographie : John Alton
- Direction artistique : James Basevi et Cedric Gibbons
- Décors de plateau : Jacque Mapes et Edwin B. Willis
- Costumes : Helen Rose
- Montage : Gene Ruggiero
- Producteur : William H. Wright
- Société de production et de distribution : Metro-Goldwyn-Mayer
- Genre : Drame
- Noir et blanc - 102 minutes
- Dates de sortie :
  - États-Unis : 1er septembre 1951
  - France : 4 avril 1952

## Distribution
- Spencer Tracy : James P. Curtayne
- Pat O'Brien : le détective Vincent Ricks
- Diana Lynn : Virginia « Ginny » Curtayne
- John Hodiak : le procureur de district Louis Barra
- Eduardo Ciannelli : Sol « Knuckles » Lanzetta
- James Arness : John Fordman « Johnny » O'Hara
- Yvette Duguay : Mme Katrina Lanzetta
- Jay C. Flippen : Sven Norson
- William Campbell : Frank Korvac
- Richard Anderson : Jeff Chapman
- Henry O'Neill : le juge Keating
- Arthur Shields : M. O'Hara
- Louise Lorimer : Mme Peg O'Hara
- Ann Doran : la policière Betty Clark
- Emile Meyer : le capitaine Tom Mulvaney
- Regis Toomey : le policier Fred Colton
- Katherine Warren : Mme William Sheffield

Et, parmi les acteurs non crédités :
- Charles Bronson : Angelo Korvac
- Mae Clarke : une réceptionniste
- Jack Kruschen : un détective
- Celia Lovsky : Mme Korvac
- Michael Tolan : Vincent Korvac